# سحاب اصفهانی
سحاب اصفهانی، (میرزا سید محمد) فرزند سید احمد هاتف اصفهانی اصلآ از اردوباد از شهرهای زمان ایران صفوی و از شعرای عهد فتح‌علی‌شاه و از ستایشگران اوست.
سحاب به علوم نظری ایران کهن آشنا و در پزشکی و ستاره‌شناسی دارای اطلاعات کافی بوده و نزد فتح‌علی شاه مقام و احترام شایان داشته است.

## شعرهای سحاب
سروده‌های سحاب ساده و روان و گیراست. دیوانش نزدیک به پنجهزار بیت است. وی علاوه‌بر شاعری در شعرشناسی و فنون ادبی نیز مهارت داشته و «تذکره رشحات سحاب» را به‌نام فتح‌علی شاه تألیف کرده که به‌پایان نرسانده و در سال۱۲۲۲ هجری قمری درگذشته است.
گویی سحاب خود به‌خوبی می‌دانسته است که کار شاعران درباری، به‌هم بافتن چند مصراع در ستایش کسان که مضمون آن هم غالبأ از دیگری است، تا چه پایه سبک و بی‌معنی است. نظم زیر بیزاری و شرمساری او را از شعر و شاعری به‌خوبی آشکار می‌سازد:
| کس را کمال نفس بجز حسن حال چیست؟   |  | وآنرا که حسن حال نباشد کمال چیست؟   |
| شعر است هیچ و شاعری از هیچ هیچ‌تر   |  | در حیرتم که در سر هیچ این جدال چیست |
| یک تن نپرسد از پی ترتیب چند لفظ    |  | ای ابلهان بی‌هنر، این قیل و قال چیست |
| از بهر مصرعی دو که مضمون دیگری است |  | چندین خیال جاه و تمنای مال چیست؟    |
| شعر اصلش از خیال بود جنسش از محال  |  | تا از خیال اینهمه فکر محال چیست؟    |
| از چند لفظ یاوه نزد لاف برتری      |  | هرکس که یافت شرم چه و انفعال چیست؟  |

این غزل هم از اوست:
| عشق جانان را بجز ویرانه دل خانه نیست    |  | زانکه او گنج است و جای گنج جز ویرانه نیست |
| خوش بود فردوس و نعمت‌های آن زاهد، ولی    |  | نعمتی چون می و جایی به از میخانه نیست     |
| کس ندید از اهل دنیا در جهان فرزانه‌ای    |  | هرکس آری طالب دنیا بود فرزانه نیست        |
| کردم از می توبه ای زاهد، وزاین پس بگذرم |  | از سر پیمان، ولی تا باده در پیمانه نیست   |

## منبع
- از صبا تا نیما، یحیی آرین پور، جلد اول، چاپ هشتم، ۱۳۸۲